# کاشیکو کاواکیتا
کاشیکو کاواکیتا (انگلیسی: Kashiko Kawakita; ۲۱ مارس ۱۹۰۸ – ۲۷ ژوئیهٔ ۱۹۹۳) تهیه‌کننده فیلم، و منتقد سینما اهل ژاپن بود.